# Asterochernes kuscheli patagonicus
Asterochernes kuscheli patagonicus es una subespecie de arácnido  del orden Pseudoscorpionida de la familia Chernetidae.

## Distribución geográfica
Se encuentra en Argentina.